# Acytolepis puspa
Acytolepis puspa är en fjärilsart som beskrevs av Thomas Horsfield 1828. Acytolepis puspa ingår i släktet Acytolepis och familjen juvelvingar. Inga underarter finns listade i Catalogue of Life.

## Bildgalleri

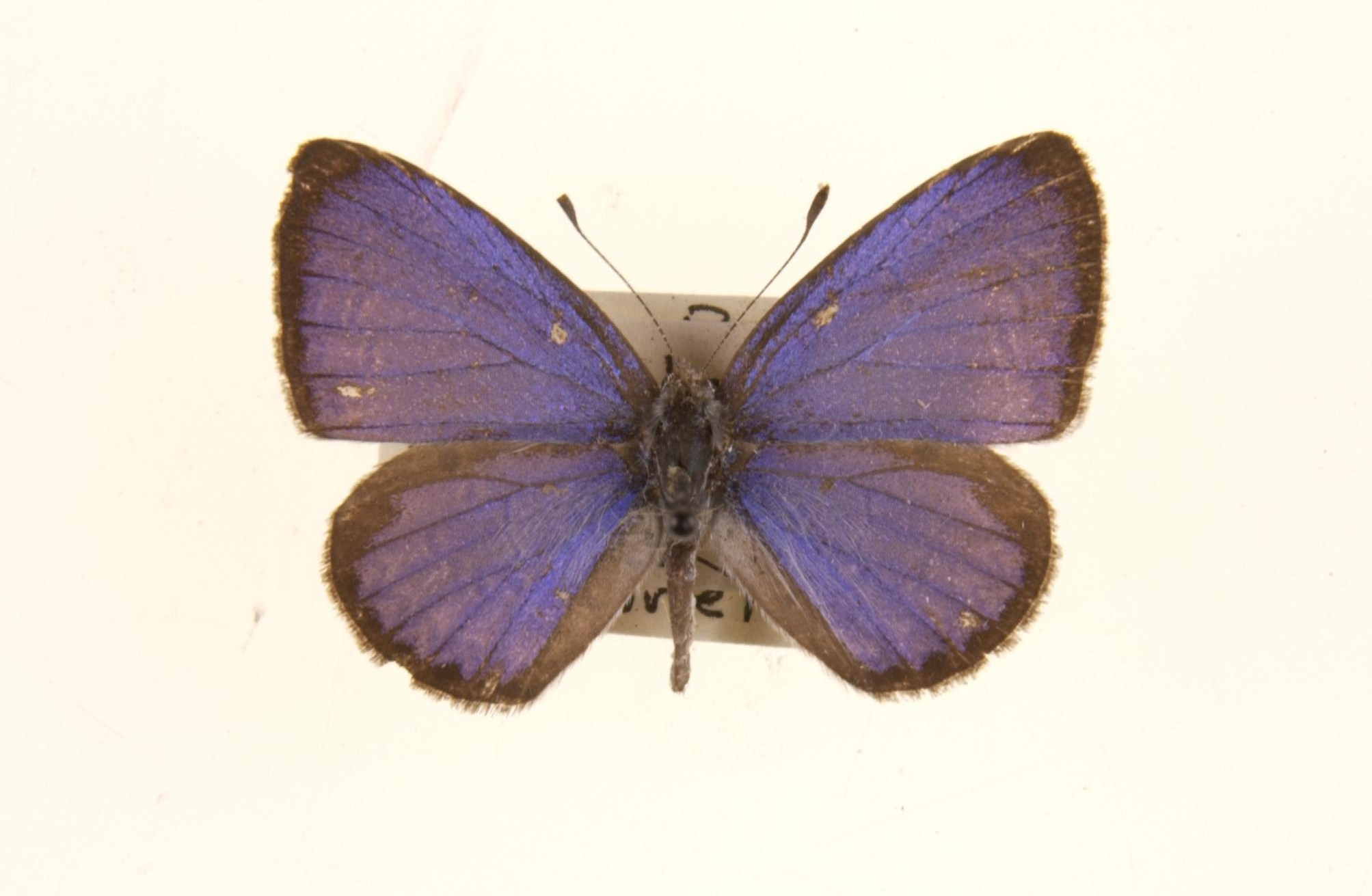
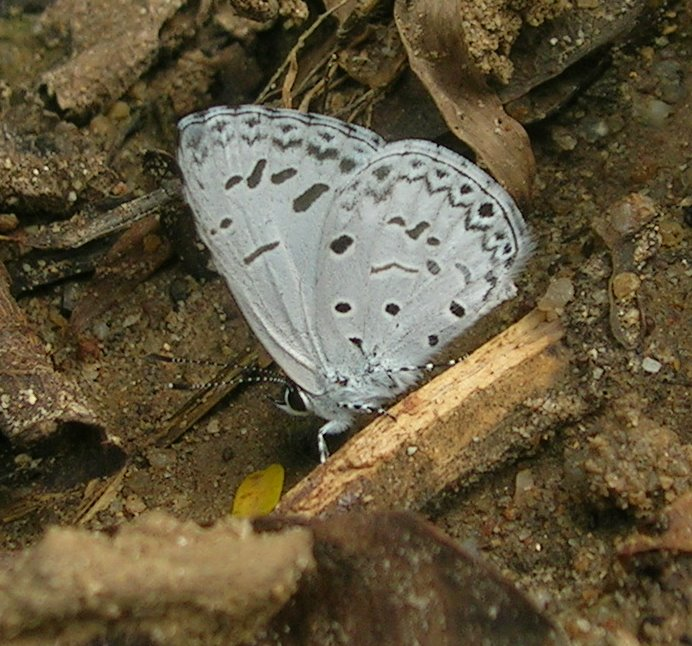
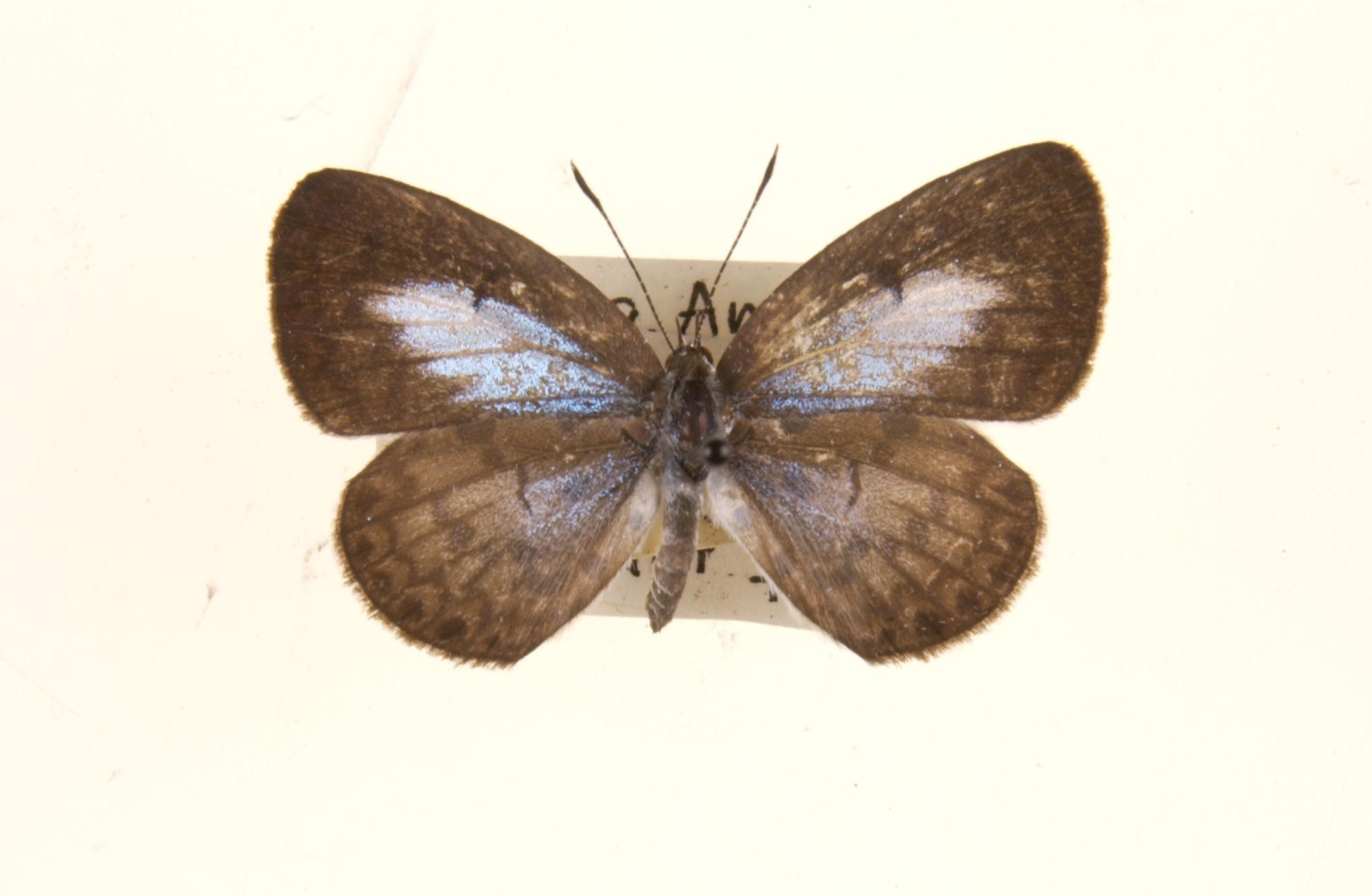
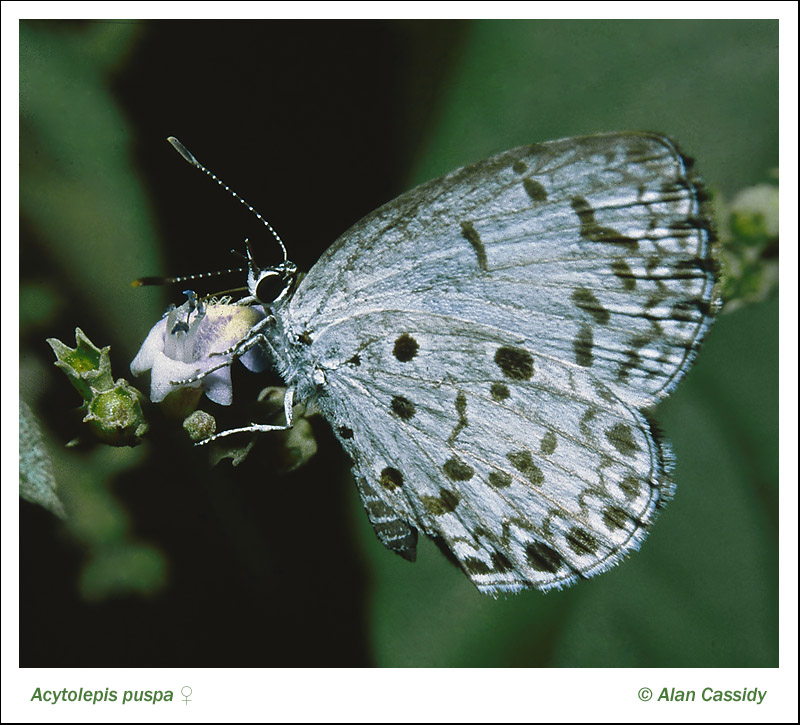
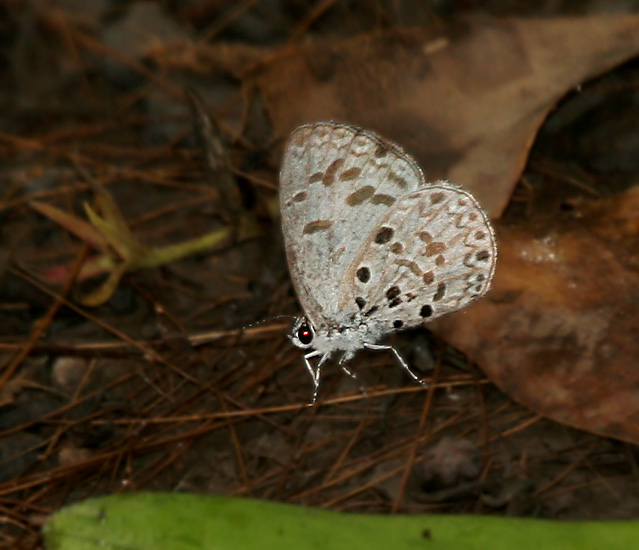
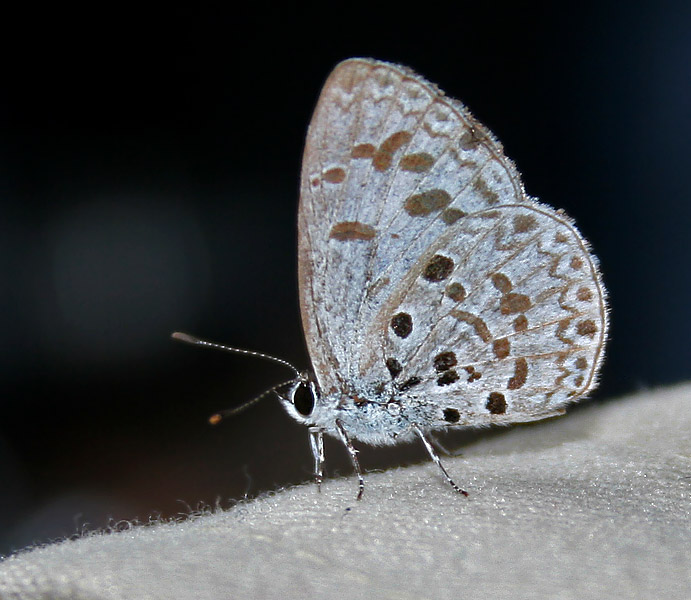